# Vág (Hungria)
Vág é um município da Hungria, situado no condado de Győr-Moson-Sopron. Tem 14,03 km² de área e sua população em 2015 foi estimada em 440 habitantes.